# Арно (озеро, Италия)
Арно (итал. Arno) — альпийское озеро в долине Камоника на севере Италии, располагается на территории коммуны Чево в провинции Брешиа на северо-востоке области Ломбардия.
Озеро находится в региональном парке Адамелло на высоте 1817 м над уровнем моря в 2 км юго-восточнее деревни Изола. Используется для производства электроэнергии. До озера можно добраться из долины Валле-ди-Савиоре по указателю маршрута CAI n°20 или от селения Паспардо (Paspardo) по указателю CAI n°22.